# Quý ngài rất đáng kính

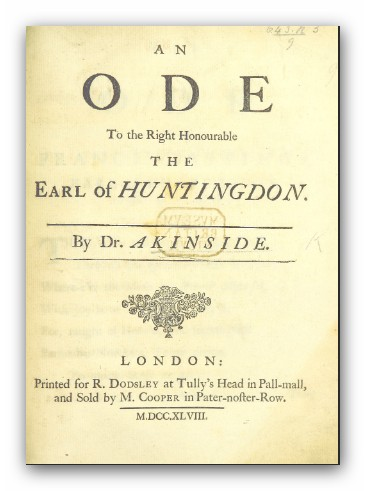
Bìa bài thơ ca ngợi Bá tước đáng kính của Huntingdon

Quý ngài rất đáng kính hay Quý bà rất đáng kính (tiếng Anh: The Right Honorable) viết tắt The Rt Hon. hoặc Rt Hon. là danh hiệu danh dự theo truyền thống được sử dụng cho một số người và cơ quan tập thể tại Vương Quốc Anh, Đế quốc Anh, và khối thịnh vượng chung. Thuật ngữ này ngày nay chủ yếu được sử dụng như một danh hiệu liên quan đến việc nắm giữ một số chức vụ cao cấp ở Vương quốc Anh, Canada và New Zealand.
"Right" trong ngữ cảnh này là một trạng từ có nghĩa là "hoàn toàn" hoặc "rất".

## Danh hiệu hiện tại chính

### Liên hiệp Anh
Tiền tố thông thường được viết tắt là "The" trong nhiều tình huống, ví dụ như Bá tước Mountbatten của Miến Điện (The Earl Mountbatten of Burma), viết tắt của "Quý ngài rất đáng kính Bá tước Mountbatten xứ Miến Điện" (The Right Honorable The Earl Mountbatten of Burma), nhưng không bao giờ cho Cố vấn Cơ mật. Những cá nhân sau đây được hưởng danh hiệu với tư cách cá nhân:
- Giới quý tộc dưới cấp bậc của hầu tước,[2][3] như bá tước,[4] tử tước[5] và nam tước[6]. Vợ của một quý tộc cũng được mang danh hiệu của chồng theo phép lịch sự. Quý tộc là công tước được mang danh hiệu "Người cao quý nhất" (The Most Noble) hoặc "Ân điển của Ngài" (His Grace), và hầu tước mang danh hiệu "Người đáng kính nhất" (The Most Honorable). Nếu một công tước hoặc một hầu tước trở thành Cố vấn Cơ mật, người đó giữ danh hiệu cao hơn. Tất cả điều này cũng áp dụng mutatis mutandis (thay đổi những gì cần thay đổi) thích hợp cho nữ quý tộc.
- Thành viên của Cơ mật viện Vương quốc Liên hiệp Anh, bao gồm các thành viên hiện tại và trước đây của Nội các Vương quốc Anh, cũng như một số bộ trưởng cao cấp khác.[7][8]
- Thành viên Hội đồng Cơ mật Bắc Ireland.

Những cá nhân sau đây được hưởng danh hiệu theo ex officio. Danh hiệu được thêm vào tên của chức vụ, không phải tên của cá nhân:
- Quý ngài rất đáng kính Chúa tể (Lord Mayor) London
- Quý ngài rất đáng kính Chúa tể Cardiff
- Quý ngài rất đáng kính Chúa tể Belfast
- Quý ngài rất đáng kính Chúa tể York
- Quý ngài rất đáng kính Lãnh chúa Lyon Vị vua Quyền lực
- Quý ngài rất đáng kính Thành sứ (Lord Provost) Edinburgh
- Quý ngài rất đáng kính Thành sứ Glasgow

Tất cả các Chúa tể (cách gọi của chức thị trưởng thành phố Anh) khác là "Ngài rất tôn kính" (The Right Worshipful); các Thành sứ (thị trưởng tại Scotland) khác không sử dụng kính ngữ. Đến thập niên 1920, một số thị trưởng thành phố, bao gồm cả Thị trưởng thành phố Leeds, đã không chính thức sử dụng tiền tố "Quý ngài rất đáng kính", và vấn đề này đã được nêu ra trong Quốc hội Anh. Thị trưởng thành phố Bristol hiện tại vẫn sử dụng tiền tố "Quý ngài rất tôn kính" (Right Honorable), mà không phải chịu sự trừng phạt chính thức nào. Chủ tịch Hội đồng hạt London (LCC) đã được trao danh hiệu vào năm 1935 như là một phần của lễ kỷ niệm bạc của Vua George V. Chủ tịch Hội đồng Đại London, cơ quan thay thế LCC năm 1965, cũng được cấp tiền tố tương tự, nhưng cơ quan đó bị bãi bỏ vào năm 1986.
Các Cố vấn Cơ mật được Quân vương bổ nhiệm trọn đời, theo lời khuyên của thủ tướng. Tất cả các thành viên của Nội các Anh (về mặt kỹ thuật là một ủy ban của Hội đồng Cơ mật) được bổ nhiệm vào Hội đồng Cơ mật, cũng như một số bộ trưởng cao cấp khác trong chính phủ, các thành viên cao cấp của Nội các Bóng tối, và các nhà lãnh đạo của các đảng chính trị lớn. Do đó, Hội đồng Cơ mật bao gồm tất cả các thành viên hiện tại và trước đây của Nội các Vương quốc Anh, ngoại trừ những người đã từ chức khỏi Hội đồng Cơ mật. Các bộ trưởng thứ nhất của Scotland, Wales và Bắc Ireland cũng được bổ nhiệm, như là nhà lãnh đạo của đảng đối lập lớn nhất trong Quốc hội Scotland.
Để phân biệt các quý tộc là cố vấn cơ mật với những người không phải, hậu tố "PC" nên được thêm vào sau tên (theo Debrett's). Tuy nhiên, điều này không được coi là đúng bởi Who's Who. Trong Hạ viện, các thành viên không được phép phát biểu trực tiếp với nhau hoặc gọi tên các thành viên khác, thay vào đó phải phát biểu với Chủ tịch Hạ viện và gián tiếp phát biểu với nhau bằng chức vụ của họ. Do đó, một thành viên không phải là Cố vấn Cơ mật nếu trong cùng một đảng với người nói là "Người bạn đáng kính [với khu vực bầu cử] của tôi (my hon. Friend)" và cách gọi khác là "Quý đại biểu/Quý ông/Quý bà [với khu vực bầu cử] đáng kính (the hon. Member/Gentleman/Lady)". "Honorable" được viết tắt là "hon." trong Hansard (tên gọi ấn phẩm thông tin nghị sự Nghị viện). "Đáng kính" (Honorable) trở thành "Quý ngài rất đáng kính" (right honorable) cho những thành viên được hưởng danh hiệu này, đặc biệt là các Cố vấn Cơ mật. Các thành viên có công việc của chính phủ hoặc phe đối lập có thể được gọi như vậy, ví dụ: "Người bạn rất đáng kính của tôi, Bộ trưởng Bộ Tài chính" (my right hon. Friend, the Chancellor of the Exchequer), "Quý bà rất đáng kính, Lãnh đạo phe Đối lập" (the right hon. Lady, the Leader of the Opposition), "Người bạn rất đáng kính của ông ấy, Bộ trưởng Bộ" (his right hon. Friend, the Secretary of State for Department), "Bộ trưởng" (thường không rõ ràng, chẳng hạn như đưa câu hỏi cho bộ trưởng), hoặc "Thủ tướng". Danh hiệu cũng được sử dụng cho thành viên trong các ngành nghề:
- "(rất) đáng kính và tôn kính" cho tăng lữ
- "(rất) đáng kính và hào hiệp" cho sĩ quan quân sự
- "(rất) đáng kính và uyên bác" cho luật sư biện hộ

Nếu là công dân Khối thịnh vượng chung, các thẩm phán nước ngoài được bổ nhiệm vào Ủy ban Tư pháp Hội đồng Cơ mật cũng được hưởng danh hiệu, mặc dù có thể bị bỏ qua tại quốc gia của thẩm phán.

#### Tập thể
Tại Vương quốc Anh, "Rất đáng kính" được thêm vào làm tiền tố cho tên của các tập thể khác nhau, chẳng hạn như:
- Rất đáng kính Lãnh chúa Tinh thần và Thế tục (của Liên hiệp Anh,v.v) trong Nghị viện (Viện Quý tộc)
- Rất đáng kính Hiệp sĩ, Công dân và Đại biểu (của Viện Thứ dân) trong Nghị viện (Viện Thứ dân) (cổ xưa, bây giờ đơn giản Rất đáng kính Thứ dân của Liên hiệp Anh, v.v)
- Rất đáng kính Huân tước của Ủy ban Hội đồng Cơ mật chỉ định xem xét tất cả các vấn đề liên quan đến Thương mại và Đồn điền nước ngoài (Ban Thương mại).
- Rất đáng kính Huân Ủy của Bộ Hải quân (Ban Hải quân trước đây)

Ngoài ra, danh hiệu này còn được sử dụng cho một số tập thể trong Hội đồng Cơ mật.

### Canada
Ở Canada, công dân giữ các chức vụ cao nhất được phong là "Rất đáng kính" ("Le très honorable" trong tiếng Pháp). Trước đây, điều này là nhờ vào việc bổ nhiệm họ vào Hội đồng Cơ mật Vương quốc Anh. Tuy nhiên, việc bổ nhiệm Canada vào Hội đồng Cơ mật Anh đã bị chính phủ Lester Pearson chấm dứt. Hiện tại, các cá nhân nắm giữ, hoặc đã nắm giữ, một trong những chức vụ sau đây được trao danh hiệu hết đời:
- Toàn quyền Canada
- Thủ tướng Canada
- Chánh án Tòa án Tối cao Canada

Danh hiệu không được nhầm lẫn với danh hiệu "Quý ngài/phu nhân Cao quý" (He/she, His/Her Excellency), sử dụng bởi toàn quyền khi đang tại nhiệm, hoặc "đáng kính" (The Honorable), chỉ được sử dụng trong thời gian giữ chức tỉnh trưởng, và bộ trưởng nội các tỉnh, và vĩnh viễn cho Thượng nghị sĩ và bộ trưởng nội các liên bang.
Danh hiệu này cũng có thể được Toàn quyền trao cho cá nhân Canada xuất chúng, những người chưa từng nắm giữ chức vụ được phong danh hiệu này. Điều này diễn ra hai lần: một lần vào lễ kỷ niệm 125 năm Liên bang Canada năm 1992, và khi chính trị gia Herb Gray nghỉ hưu năm 2002.
Các cá nhân sau đây được trao danh hiệu này:
- Paul Martin Sr. (1992) — Bộ trưởng nội các liên bang (Bộ trưởng Ngoại giao), thành viên Nghị viện, thượng nghị sĩ và nhà ngoại giao
- Martial Asselin (1992) — Bộ trưởng nội các liên bang, thành viên Nghị viện, thượng nghị sĩ (Chủ tịch Thượng viện) và Thống đốc tỉnh Quebec
- Ellen Fairclough (1992) — Bộ trưởng nội các liên bang, thành viên Nghị viện; nữ chính trị gia đầu tiên được bổ nhiệm vào nội các
- Jean-Luc Pépin (1992) — Bộ trưởng nội các liên bang, thành viên Nghị viện; Chủ tịch Hội đồng chống lạm phát và đồng chủ tịch của lực lượng đặc nhiệm đoàn kết
- Alvin Hamilton (1992) — Bộ trưởng nội các liên bang, thành viên Nghị viện
- Don Mazankowski (1992) — Phó Thủ tướng, Bộ trưởng nội các liên bang, thành viên Nghị viện
- Jack Pickersgill (1992) — Bộ trưởng nội các liên bang, thành viên Nghị viện, công chức cao cấp
- Robert Stanfield (1992) — lãnh đạo phe đối lập liên bang và thành viên nghị viện
- Herb Gray (2002) — Phó Thủ tướng, Bộ trưởng nội các liên bang, thành viên Nghị viện;

| Cá nhân            | Sinh tại          | Lý do                       | Sinh năm | Công nhận |
| ------------------ | ----------------- | --------------------------- | -------- | --------- |
| Justin Trudeau     | Ottawa, ON        | Thủ tướng                   | 1971     | 2015      |
| Stephen Harper     | Toronto, ON       | Cựu Thủ tướng               | 1959     | 2006      |
| Paul Martin        | Windsor, ON       | Cựu Thủ tướng               | 1938     | 2003      |
| Jean Chrétien      | Shawinigan, QC    | Cựu Thủ tướng               | 1934     | 1993      |
| Kim Campbell       | Port Alberni, BC  | Cựu Thủ tướng               | 1947     | 1993      |
| Brian Mulroney     | Baie-Comeau, QC   | Cựu Thủ tướng               | 1939     | 1984      |
| John Turner        | United Kingdom    | Cựu Thủ tướng               | 1929     | 1984      |
| Joe Clark          | High River, AB    | Cựu Thủ tướng               | 1939     | 1979      |
| Julie Payette      | Montreal, QC      | Toàn quyền                  | 1963     | 2017      |
| David Johnston     | Sudbury, ON       | Cựu Toàn quyền              | 1941     | 2010      |
| Michaëlle Jean     | Haiti             | Cựu Toàn quyền              | 1957     | 2005      |
| Adrienne Clarkson  | Hong Kong         | Cựu Toàn quyền              | 1939     | 1999      |
| Ed Schreyer        | Beausejour, MB    | Cựu Toàn quyền              | 1935     | 1979      |
| Richard Wagner     | Montreal, QC      | Chánh án Tòa án Tối cao     | 1957     | 2017      |
| Beverley McLachlin | Pincher Creek, AB | Cựu Chánh án Tòa án Tối cao | 1943     | 2000      |
| Don Mazankowski    | Viking, AB        | Xuất chúng                  | 1935     | 1992      |

Trong những năm qua, một số người Canada nổi tiếng đã trở thành thành viên của Hội đồng Cơ mật Vương quốc Anh và do đó được quyền sử dụng danh hiệu này, ngoài ra vì sự phục vụ tại Anh (ví dụ như là phái viên của Luân Đôn) hoặc là thành viên của Nội các Chiến tranh Hoàng gia, hoặc do sự xuất chúng của họ trong Nội các Canada. Điều này bao gồm tất cả trừ ba thủ tướng đầu tiên của Canada (Alexander Mackenzie, John Abbott và Mackenzie Bowell), những lãnh đạo trước khi danh hiệu được sử dụng trong nước.

### New Zealand
Ở New Zealand, thủ tướng và một số bộ trưởng nội các cao cấp khác thường được bổ nhiệm vào Hội đồng Cơ mật Vương quốc Anh do đó họ cũng mang danh hiệu này.
Trong khi từ chức, cựu thủ tướng Helen Clark đã đề nghị không bổ nhiệm bất kỳ Ủy viên Hội đồng Cơ mật mới nào, và hiện tại Winston Peters là ủy viên Hội đồng cơ mật duy nhất trong quốc hội New Zealand. Các ủy viên Hội đồng cơ mật gần đây đã nghỉ hưu từ quốc hội bao gồm Clark, cựu Chủ tịch Hạ viện Jonathan Hunt và cựu thủ tướng Jenny Shipley. Năm 2009, thông báo rằng thủ tướng mới John Key đã quyết định không đưa ra bất kỳ khuyến nghị nào cho Quân chủ để bổ nhiệm thành viên vào Hội đồng Cơ mật. Vào tháng 8 năm 2010, Nữ hoàng New Zealand tuyên bố rằng, với hiệu lực ngay lập tức, các cá nhân tổ chức, và những người kể từ ngày ký kết các quy tắc này được bổ nhiệm vào các chức vụ sau đây được trao danh hiệu này:
- Toàn quyền New Zealand
- Thủ tướng New Zealand
- Chủ tịch Hạ viện New Zealand
- Chánh án Tòa án Tối cao New Zealand

Sự thay đổi này được thực hiện vì thông lệ bổ nhiệm người New Zealand vào Hội đồng Cơ mật Vương quốc Anh đã chấm dứt. Tuy nhiên, sự thay đổi ít có tác dụng ngay lập tức, vì chỉ có hai người chưa được phong danh hiệu, tất cả người đủ điều kiện còn lại đã được bổ nhiệm vào Hội đồng Cơ mật.
Những người New Zealand còn sống giữ danh hiệu này giữ chức ủy viên Hội đồng Cơ mật là:
- Ngài Geoffrey Winston Russell Palmer (1985) — Thủ tướng
- Jonathan Lucas Hunt (1989) — Bộ trưởng Nội các
- Sir Michael Hardie Boys (1989) — Toàn quyền
- Helen Elizabeth Clark (1990) — Thủ tướng
- James Brendan Bolger (1991) — Thủ tướng
- Ngài Donald Charles McKinnon (1992) — Phó Thủ tướng
- Ngài William Francis Birch (1992) — Bộ trưởng Nội các
- Ngài John Steele Henry (1996) — thẩm phán tòa án phúc thẩm
- Ngài Edmund Walter Thomas (1996) — thẩm phán tòa án tối cao
- Dame Jenny Shipley (1998) — Thủ tướng
- Winston Raymond Peters (1998) — Phó Thủ tướng
- Ngài Douglas Arthur Montrose Graham (1998) — Bộ trưởng Nội các
- Paul Clayton East (1998) — Bộ trưởng Nội các
- Ngài Kenneth James Keith (1998) — thẩm phán tòa án phúc thẩm
- Ngài Peter Blanchard (1998) — thẩm phán tòa án tối cao
- Ngài Andrew Patrick Charles Tipping (1998) — thẩm phán tòa án tối cao
- Wyatt Beetham Creech (1998) — Phó Thủ tướng
- Dame Sian Seerpoohi Elias (1999) — chánh án tòa án tối cao
- Simon David Upton (1999) — Bộ trưởng Nội các

Những người New Zealand còn sống giữ danh hiệu hết đời sau thay đổi năm 2010 là:
| Tên                       | Chức vụ              | Ngày bổ nhiệm |
| ------------------------- | -------------------- | ------------- |
| Ngài Anand Satyanand      | Cựu toàn quyền       | 2/8/2010      |
| Ngài John Key             | Cựu Thủ tướng        | 2/8/2010      |
| Ngài Lockwood Smith       | Cựu Chủ tịch Hạ viện | 2/8/2010      |
| Ngài Jerry Mateparae      | Cựu Toàn quyền       | 31/8/2011     |
| David Carter              | Cựu Chủ tịch Hạ viện | 1/2/2013      |
| Phu nhân Patsy Reddy      | Toàn quyền           | 28/9/2016     |
| Ngài Bill English         | Cựu Thủ tướng        | 12/22/2016    |
| Jacinda Ardern            | Thủ tướng            | 26/10/2017    |
| Trevor Mallard            | Chủ tịch Hạ viện     | 7/11/2017     |
| Phu nhân Helen Winklemann | Chánh án             | 14/3/2019     |
| Phu nhân Cindy Kiro       | Toàn quyền           | 21/10/2021    |

## Danh hiệu phụ hoặc trong lịch sử

### Úc
Úc được phép bổ nhiệm vào Hội đồng Cơ mật Vương quốc Anh và có quyền được sử dụng danh hiệu này. Một số thủ tướng thời kỳ thuộc địa Úc trong thế kỷ 19 đã được bổ nhiệm làm thành viên của Hội đồng Cơ mật và do đó được quyền sử dụng danh hiệu. Sau thời kỳ liên bang năm 1901, Toàn quyền, Chánh án Tòa án Tối cao Úc, Thủ tướng và một số bộ trưởng cao cấp khác đã giữ danh hiệu này. Alfred Deakin từ chối bổ nhiệm vào Hội đồng Cơ mật và là thủ tướng duy nhất không có danh hiệu này cho đến khi Gough Whitlam vào năm 1972. Việc bổ nhiệm được Malcolm Fraser tiếp tục vào năm 1975, nhưng Bob Hawke đã từ chối bổ nhiệm vào năm 1983. Toàn quyền cuối cùng được mang danh hiệu này là Ngài Ninian Stephen. Chính trị gia tích cực cuối cùng được hưởng danh hiệu này là Ian Sinclair, người đã nghỉ hưu năm 1998. Việc bổ nhiệm vào Hội đồng Cơ mật của Úc còn gọi là Hội đồng Hành pháp Liên bang, không cho phép cá nhân được sử dụng danh hiệu này.
Người Úc có thể tiếp tục sử dụng danh hiệu cho công việc của họ hoặc liên quan đến Vương quốc Anh. Ví dụ, vào năm 2001, Ngài Robert May đã được nâng lên quý tộc với Vương quốc Anh với tước hiệu là Nam tước May xứ Oxford, kèm danh hiệu này.
Người Úc cũng giữ các tước hiệu quý tộc thừa kế nhất định như Nam tước, Tử tước và Bá tước cũng được sử dụng danh hiệu "Quý ngài rất đáng kính".
Chúa tể Sydney, Melbourne, Brisbane, Perth, Adelaide và Hobart cũng được sử dụng Rt Hon. Danh hiệu (không có liên quan đến Hội đồng Cơ mật) gắn liền với chức vụ Chúa tể, không phải với tên của họ, và bị xóa bỏ khi rời chức vụ.
| Người Úc còn sống giữ danh hiệu Rất đáng kính                          | Lý do                      | Trước đây                                   |
| ---------------------------------------------------------------------- | -------------------------- | ------------------------------------------- |
| Doug Anthony, AC, CH                                                   | Ủy viên Hội đồng Cơ mật    | Cựu Phó Thủ tướng Australia                 |
| Ian Sinclair, AC                                                       | Ủy viên Hội đồng Cơ mật    | Cựu Chủ tịch Hạ viện Australia              |
| Ngài William Heseltine, GCB, GCVO, AC                                  | Ủy viên Hội đồng Cơ mật    | Cựu Thư ký Cơ mật Tối cao                   |
| Robert May, Nam tước May xứ Oxford, OM, AC                             | Quý tộc hết đời            | Cựu Cố vấn khoa học cho chính phủ Anh       |
| Trixie Gardner, Nữ Nam tước Gardner xứ Parkes, AM, JP                  | Quý tộc hết đời            | Cựu Hội viên Hội đồng Thành phố Westminster |
| Malcolm Murray, Bá tước thứ 12 xứ Dunmore                              | Bá tước xứ Dunmore         | Cựu Đại biểu Viện Quý tộc                   |
| Robert Fiennes-Clinton, Bá tước thứ 19 xứ Lincoln                      | Bá tước xứ Lincoln         |                                             |
| Simon Abney-Hastings, Bá tước thứ 15 xứ Loudoun                        | Bá tước xứ Loudoun         |                                             |
| George Dawson-Damer, Bá tước thứ 7 xứPortarlington                     | Bá tước xứ Portarlington   |                                             |
| Keith Rous, Bá tước thứ 6 xứ Stradbroke                                | Bá tước xứ Stradbroke      |                                             |
| Francis Grosvenor, Bá tước thứ 8 xứ Wilton                             | Bá tước xứ Wilton          |                                             |
| Nicholas St John, Tử tước thứ 9 xứ Bolingbroke, Tử tước thứ 10 St John | Tử tước xứ Bolingbroke     |                                             |
| Charles Cavendish, Nam tước thứ 7 xứ Chesham                           | Nam tước xứ Chesham        |                                             |
| James Lindsay, Nam tước thứ 3 Lindsay xứ Birker                        | Nam tước Lindsay xứ Birker |                                             |
| David Campbell, Nam tước thứ 7 xứ Stratheden và Campbell               | Nam tước xứ Stratheden     |                                             |

### Ireland
Các thành viên của Hội đồng Cơ mật Ireland được quyền sử dụng danh hiệu, ngay cả sau khi Hội đồng Cơ mật bị tạm dừng bất kỳ chức năng nào hoặc thành lập Nhà nước Tự do Ailen vào tháng 12 năm 1922. Tuy nhiên, Chúa tể thành phố Dublin, giống như một số đồng cấp của mình ở Vương quốc Anh, vẫn duy trì việc sử dụng danh hiệu do được trao tặng riêng; vào năm 2001, đã bị xóa, do kết quả việc cải cách luật pháp của chính quyền địa phương.

### Kenya
Thủ tướng Raila Amolo Odinga (2008 - 2013) đã được gọi là Rt.Hon Raila Odinga.

### Sri Lanka
Ở Sri Lanka (trước đây gọi là Tích Lan), các thành viên người Tích Lan thuộc Hội đồng Cơ mật Vương quốc Anh được phong là Rất đáng kính và được gọi là Mahamanya ở Sinhala. Những người Tích Lan được bổ nhiệm vào Hội đồng Cơ mật bao gồm D. S. Senanayake và Ngài John Kotelawala.